# Бухара (футбольний клуб)
Професійний футбольний клуб «Бухара» або скорочено Бухара (узб.  «Buxoro» professional futbol klubi) — професійний узбецький футбольний клуб з міста Бухара.

## Колишні назви
| 1960—1967  | Бухара   |
| 1967—1980  | Факел    |
| 1980—1988  | Бухара   |
| 1989—1997  | Нурафшон |
| 1997—т. ч. | Бухара   |

## Історія

Логотип клубу в 2009—2012 роках

Футбольний клуб «Бухара» було засновано в 1960 році. В 1988 році клуб було перезасновано як гімназійний клуб Бухарського нафтопереробного заводу «Бухара-Гушт». В 1989 році клуб було перейменовано в «Нурафшон» і він продовжив традиції клубу. В 1990-91 роках команда виступала у Другій лізі Чемпіонату СРСР з футболу.
З 1992 року команда почала виступати в вищій лізі Чемпіонату Узбекистану. У 2006 році клуб повернув свою колишню назву — «Бухара». Основним спонсором клубу є нафтопереробний завод у місті Бухара.
У 1994 році команда посіла друге місце в національному чемпіонаті (дозволила випередити себе лише «Нефтчі» з Фергани та здобула право виступити в Кубку країн СНД та Балтії. «Бухара» тричі грала у півфіналі кубку Узбекистану. В 2005 році в півфіналі національного Кубку клуб поступився за сумою двох матчів «Нефтчі» з рахунком 1:3, а в 2012 році поступився «Насафу» з рахунком 3:5. В 2003 році клуб випередив свого конкурента в боротьбі за збереження прописки в елітному дивізіоні лише на один пункт, а в 2008 році мав би вилетіти, але команда, яка знаходилася на одну позицію вище в турнірній таблиці національного чемпіонату, почала відчувати фінансові проблеми й добровільно покинула вищий дивізіон. Таким чином, клуб продовжив свої виступи у вищій лізі Чемпіонату Узбекистану. Проте в наступному ж році клуб усе ж вилетів до першої ліги, і повернутися до Вищої ліги зміг лише в 2011 році.
Рекордсменом серед гравців, які провели найбільшу кількість матчів у футболці клубу є Умур Ільхом (206 матчів), в той час як найкращий бомбардир клубу — Юрій Агєєв (51 гол).

## Стадіон
«Бухара Арена» — багатоцільовий стадіон овальної форми з біговими доріжками, який вміщує 22 700 глядачів. Відкритий 2002 року. На стадіоні встановлено пластикові сидіння, прожектори для штучного освітлення тощо.

## Досягнення
Вища ліга чемпіонату Узбекистану:
 Срібний призер — 1994
 Перша ліга чемпіонату Узбекистану:
 Чемпіон — 2010

## Статистика виступів у чемпіонаті
| Рік  | Див. | Місце | Кубок | Найкр. бомбардир (чемп.) |
| 1991 | ДЛС  | 4     | —     |                          |
| 1992 | УзЧ  | 4     | 1/16  | Юрій Агеєв – 15          |
| 1993 | УзЧ  | 5     | 1/16  | Михайло Фомін – 9        |
| 1994 | УзЧ  | 2-ге  | 1/4   | Олим Тільяєв – 19        |
| 1995 | УзЧ  | 5     | 1/4   |                          |
| 1996 | УзЧ  | 5     | 1/4   | Рустам Аскаров – 12      |
| 1997 | УзЧ  | 7     | 1/4   |                          |
| 1998 | УзЧ  | 6     | 1/4   |                          |
| 1999 | УзЧ  | 9     | —     |                          |
| 2000 | УзЧ  | 6     | 1/16  |                          |
| 2001 | УзЧ  | 8     | 1/2   |                          |
| 2002 | УзЧ  | 7     | 1/8   |                          |
| 2003 | УзЧ  | 12    | 1/4   |                          |

| Рік  | Див. | Місце | Кубок | Найкр. бомбардир (чемп.) |
| 2004 | УзЧ  | 7     | 1/4   | Рахмат Іногамов – 8      |
| 2005 | УзЧ  | 12    | 1/2   | Алішер Холіков – 6       |
| 2006 | УзЧ  | 11    | 1/4   | Алішер Холіков – 9       |
| 2007 | УзЧ  | 9     | 1/8   |                          |
| 2008 | УзЧ  | 15    | 1/4   | Лучін Солієв – 8         |
| 2009 | УзЧ  | 15    | 1/4   |                          |
| 2010 | 1-ша | 1-ше  | 1/16  | Абдулатіф Юраєв – 27     |
| 2011 | УзЧ  | 9     | 1/16  | Сухроб Нематов – 7       |
| 2012 | УзЧ  | 7     | 1/2   | Вохід Шодієв – 5         |
| 2013 | УзЧ  | 6     | 1/16  | Вохід Шодієв – 12        |
| 2014 | УзЧ  | 12    | 1/16  |                          |
| 2015 | УзЧ  | 14    | 1/8   | Азіз Ібрагімов – 10      |
| 2016 | УзЧ  | 4     | 1/2   |                          |

| Рік  | Див. | Місце | Кубок | Найкр. бомбардир (чемп.) |
| 2017 | УзЧ  | 6     | 1/4   |                          |
| 2018 | УзЧ  | 6     | 1/16  |                          |
| 2019 | УзЧ  | 12    | 1/16  |                          |
| 2020 | УзЧ  | 14    | 1/8   |                          |
| 2021 | 1-ша | 4     | 1/16  |                          |
| 2022 | 1-ша |       |       |                          |

## Склад команди
Станом на 14 квітня 2016
| №  | Поз. | Нац.       | Гравець              |
| -- | ---- | ---------- | -------------------- |
| 1  | ВР   | Узбекистан | Сардор Кабулджанов   |
| 12 | ВР   | Узбекистан | Олександр Корнійчук  |
| 14 | ЗХ   | Узбекистан | В'ячеслав Пономарьов |
| 26 | ЗХ   | Узбекистан | Бабир Амонов         |
| 85 | ЗХ   | Узбекистан | Руслан Мельзиддінов  |
| 88 | ЗХ   | Молдова    | Максим Антонюк       |
| 90 | ЗХ   | Узбекистан | Павло Смоляченко     |
| 7  | ПЗ   | Узбекистан | Сухроб Нематов       |
| 15 | ПЗ   |            | Джамшид Хасанов      |
| 17 | ПЗ   | Узбекистан | Отабек Нарзуллаєв    |

| №  | Поз. | Нац.       | Гравець                |
| -- | ---- | ---------- | ---------------------- |
| 19 | ПЗ   | Узбекистан | Жамоллідін Убайдуллаєв |
| 63 | ПЗ   |            | Алішер Санаєв          |
| 79 | ПЗ   |            | Маруф Мурадов          |
| 91 | ПЗ   | Молдова    | Сергій Георгієв        |
| 99 | ПЗ   | Болгарія   | Микола Чіпєв           |
| 20 | НП   |            | Нозім Умаров           |
| 45 | НП   |            | Тимур Аюпов            |
| 87 | НП   |            | Нодір Давлатов         |
| 89 | НП   | Узбекистан | Азіз Ібрагімов         |

## Тренери
| Період    | Тренер               |
| --------- | -------------------- |
| 1990      | Олег Бугаєв          |
| 1991—1992 | Станіслав Камінський |
| 1993      | Борис Лавров         |
| 1994      | Олександр Іванков    |
| 1995      | Мустафа Бєлялов      |
| 1996      | Іслам Ахмедов        |
| 1996      | Ігор Плюгін          |
| 1997—1998 | Станіслав Камінський |
| 1998—1999 | Хакім Файзулов       |
| 2000—2009 | Усмон Тошев          |
| 2009      | Юрій Агеєв           |
| 2009—2010 | Рауф Інгулієв        |
| 2010—2011 | Геннадій Кочнев      |
| 2012      | Джамшит Саїдов       |
| 2012—2013 | Тачмурад Агамурадов  |
| 2013—2014 | Едгар Гесс           |
| 2014      | Сеїд Сеїдов          |
| 2015      | Олександр Мочинов    |
| 2015—2017 | Джамшид Саїдов       |